# Salzhaus (Winterthur)

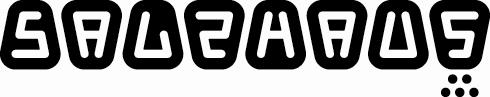
Das Logo des Salzhauses

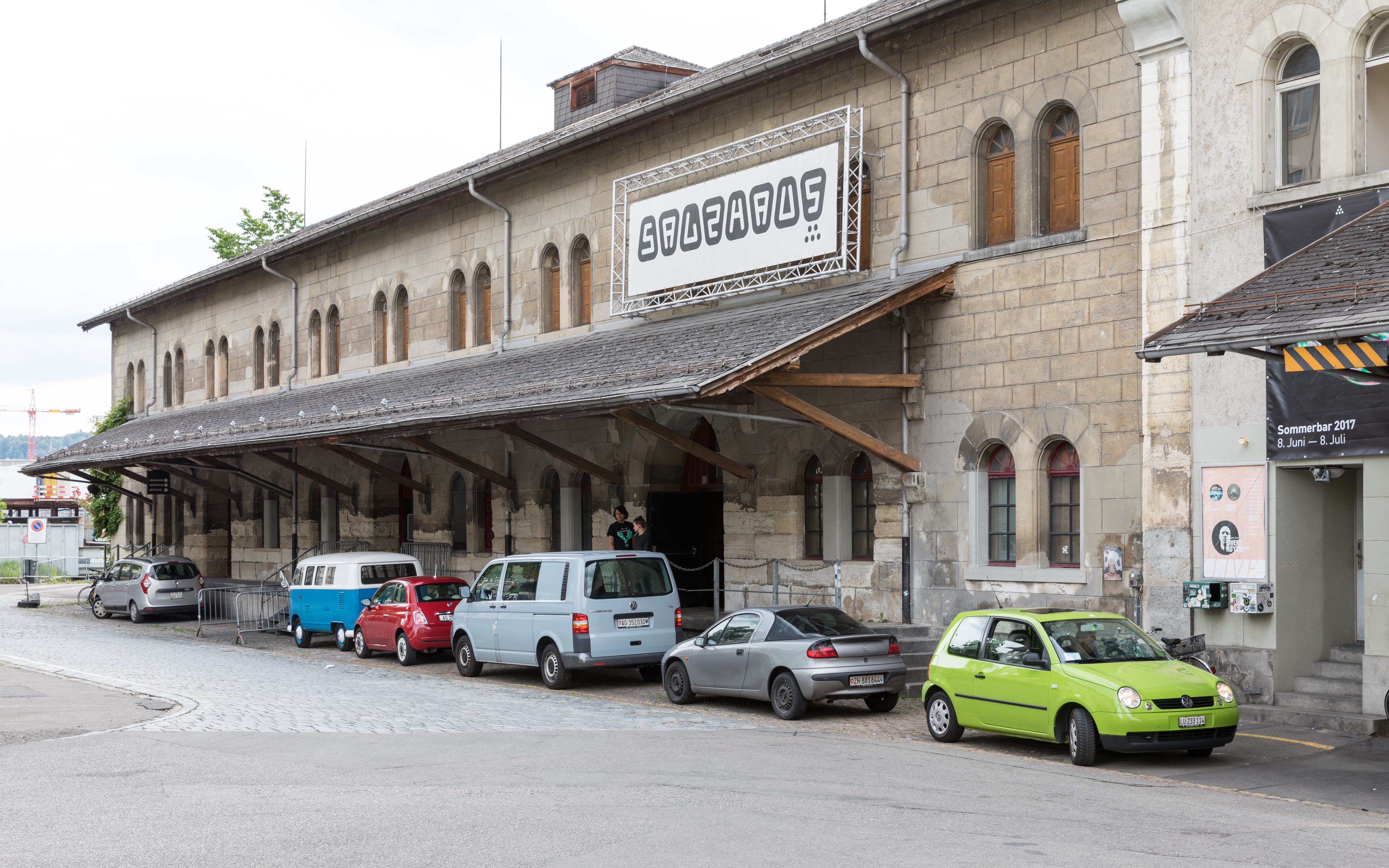
Salzhaus in Winterthur

Das Salzhaus ist ein Konzertlokal in Winterthur. Der Club entstand im Jahr 1996, als in Winterthur mit dem Salzhaus, Gaswerk und Kraftfeld gleich drei Konzertlokalitäten in einem Jahr eröffnet wurden. Bei Konzerten passen bis zu 600 Personen ins Salzhaus.

## Geschichte
Das Salzhaus selbst wurde von einer Gruppe von sieben Freundinnen und Freunden gegründet, die ein Inserat für das Salzhaus im Landboten entdecken, dass zuvor von einer Malerfirma als Lagerraum gemietet wurde. Offiziell wurde das Konzertlokal im Oktober 1996 eröffnet und war zunächst nur sporadisch geöffnet. Mit dem Erfolg des Lokals wurde der Betrieb des Salzhauses schon bald in eine GmbH überführt und in den ersten fünf Jahren verzeichnete das Salzhaus bereits 150'000 Besucher. Neben Konzerten wurden zu Beginn auch Acid-Jazz- und Funk-Partys veranstaltet.
Seit 2004 spannt das Salzhaus mit dem Gaswerk, Kraftfeld und dem Albani in einem Verein zusammen, der zur Verteilung der städtischen Subventionsgelder gegründet wurde – nachdem die Stadt zuvor nur an das Gaswerk und das Salzhaus direkt Subventionsgelder ausgezahlt hat.

## Das Gebäude
Das Konzertlokal ist im ehemaligen Salz-, Korn- und Warenhaus im alten Güterbahnhof untergebracht und steht unter kommunalem Denkmalschutz. Das Gebäude wurde 1861–63 von Stadtbaumeister Karl Wilhelm Bareiss nach Plänen des Staatsbauinspektor Johann Caspar Wolff erbaut und ist ein langgezogener, mit Satteldach versehener Bau, der im Stil der Neorenaissance gebaut wurde. Der Bau dieses Gebäude war ein Teil einer Übereinkunft zwischen der Stadt Winterthur und der Nordostbahn zur Errichtung eines Güterbahnhofes südlich des Hauptbahnhofs.
Neben dem Salzhaus sind auch noch Lokalitäten der Schweizerischen Post im selben Gebäude untergebracht.